# Pierre Bompard
Pour les articles homonymes, voir Bompard.
Pierre Bompard, né à Verdun le 28 juin 1890 et mort à Paris le 13 juin 1962, est un peintre, graveur et illustrateur français. 

## Biographie
Élève de l'Académie Julian, il participe dès 1911 au Salon des indépendants puis en 1924 au Salon des Tuileries. Il reçoit alors de nombreuses commandes de grandes décorations murales telles à l'hôtel Lutetia les décorations des salons sur le thème de la mer et des navires. 
Il est récompensé en 1925 le prix du comité américain pour L'Appui aux artistes et expose en 1926 à la rétrospective des Indépendants les toiles Le débit à Doëlan, La sardinerie de Doëlan, Paysage, Nature morte (pommes), Pêcheurs à Doëlan.
Il devient en 1936 peintre officiel de la Marine et à ce titre, il décore la rotonde du Collège de France de deux allégories de la Physique et de la Chimie et expose au Salon d'Automne dont il devient membre du comité en 1938.
Il a décoré le grand salon de la préfecture de Vannes, Morbihan.
Voyageant en 1957, durant onze mois en Polynésie française où il effectue de nombreuses aquarelles, il remarque l'état d'abandon dans lequel se trouve la tombe de Paul Gauguin. Il se propose alors pour la restaurer. À ses frais il édifie un monument funéraire en pierres volcaniques rouges et noires. Celui-ci se trouve dans le cimetière de Hiva Oa.
Mort à Paris, il est inhumé à Verdun.